# Långtjärnen (Sollefteå socken, Ångermanland)
Långtjärnen är en sjö i Sollefteå kommun i Ångermanland och ingår i Ångermanälvens huvudavrinningsområde. Sjön har en area på 0,104 kvadratkilometer och ligger 237,4 meter över havet. Sjön avvattnas av vattendraget Bruksån (Ladvattenån).

## Delavrinningsområde
Långtjärnen ingår i det delavrinningsområde (699330-157672) som SMHI kallar för Ovan None. Medelhöjden är 283 meter över havet och ytan är 12,71 kvadratkilometer. Det finns ett avrinningsområde uppströms, och räknas det in blir den ackumulerade arean 47,17 kvadratkilometer. Bruksån (Ladvattenån) som avvattnar avrinningsområdet har biflödesordning 2, vilket innebär att vattnet flödar genom totalt 2 vattendrag innan det når havet efter 56 kilometer. Avrinningsområdet består mestadels av skog (88 procent). Avrinningsområdet har 0,24 kvadratkilometer vattenytor vilket ger det en sjöprocent på 1,9 procent.